# Njesuthi
Njesuthi es una de las montañas más alta en las montañas Drakensberg, con una altitud de 3408 m. Se encuentra entre las fronteras de Lesoto y la provincia sudafricana de KwaZulu-Natal. También en la frontera se encuentra el pico más alto Mafadi.